# ميلان جامبور
ميلان جامبور (بالسلوفاكية: Milan Jambor)‏ هو مدرب كرة قدم ولاعب كرة قدم سلوفاكي في مركز الوسط، ولد في 27 نوفمبر 1975 في بوبراد في سلوفاكيا. لعب مع فيكتوريا زيزكوف ونادي كوشيتسه.

## وصلات خارجية
- ميلان جامبور على موقع قاعدة بيانات كرة القدم.إي يو (الإنجليزية)
- ميلان جامبور على موقع عالم كرة القدم.نت (الإنجليزية)